# Burzyn (gromada)
Burzyn – dawna gromada, czyli najmniejsza jednostka podziału terytorialnego Polskiej Rzeczypospolitej Ludowej w latach 1954–1972.
Gromady, z gromadzkimi radami narodowymi (GRN) jako organami władzy najniższego stopnia na wsi, funkcjonowały od reformy reorganizującej administrację wiejską przeprowadzonej jesienią 1954 do momentu ich zniesienia z dniem 1 stycznia 1973, tym samym wypierając organizację gminną w latach 1954–1972.
Gromadę Burzyn z siedzibą GRN w Burzynie utworzono 31 grudnia 1959 w powiecie łomżyńskim w woj. białostockim z obszaru zniesionych gromad Makowskie i Nadbory; równocześnie do gromady Burzyn przyłączno wieś Rutkowskie ze zniesionej gromady Sieburczyn.
Gromada przetrwała do końca 1972 roku, czyli do kolejnej reformy gminnej.